# Línea 27 (Maldonado)
La línea 27 es un servicio de transporte colectivo del departamento de Maldonado, Uruguay.
Sale de la ciudad de Pan de Azúcar y se dirige a Piriápolis.

## Horarios
Desde la localidad de Pan de Azúcar, la primera salida se da minutos antes de las seis de la mañana, mientras que la última lo hace a las dos de la madrugada del día siguiente o a las 11 de la noche, dependiendo de la temporada del año. En total, se cubren 21 egresos, 10 de ellos salientes del barrio Estación.